# 鈴木ふさ子
鈴木 ふさ子（すずき ふさこ、1970年 - ）は、日本の文芸評論家、フィギュアスケートライター。

## 略歴
東京都生まれ。青山学院大学文学部英米文学科卒業、フェリス女学院大学大学院人文科学研究科英文学専攻博士後期課程修了。2003年「オスカー・ワイルドの曖昧性 その作品にみられるキリスト教的要素とデカダンス」で博士号取得。大学の講師を務めながら、2008年よりフィギュアスケート専門誌で取材。2015年『三島由紀夫　悪の華へ』で国際文化表現学会賞受賞。2018年『氷上のドリアングレイ――美しき男子フィギュアスケーターたち』でミズノスポーツライター賞最優秀賞受賞。

## 著書
- 『オスカー・ワイルドの曖昧性 デカダンスとキリスト教的要素』（開文社出版） 2005
- 『三島由紀夫 悪の華へ』（アーツアンドクラフツ） 2015
- 『氷上のドリアン・グレイ――美しき男子フィギュアスケーターたち』（アーツアンドクラフツ） 2018
- 『そして、ニューヨーク：私が愛した文学の街』（鳥影社） 2021
- 『三島由紀夫 海の詩学「花ざかりの森」へ』（鳥影社） 2024